# Nur die Liebe hilft
Nur die Liebe hilft (Alternativtitel: Numb – Leicht daneben) ist ein US-amerikanisches Filmdrama aus dem Jahr 2007 mit Matthew Perry und Lynn Collins in den Hauptrollen. Laut einem Interview auf der US-amerikanischen Kauf-DVD wurde der Drehbuchautor und Regisseur Harris Goldberg durch seine eigenen Erfahrungen mit den psychischen Erkrankungen Depersonalisation und Klinischer Depression dazu inspiriert, das Drehbuch zu Numb zu verfassen.

## Handlung
Der bescheidene und erfolgreiche Drehbuchautor Hudson Milbank leidet unter ständigen Angstzuständen, insbesondere wenn sich einschneidende Veränderungen in seinem Leben abzeichnen. Ihm ist nicht bewusst, dass es sich bei diesen Angstzuständen bereits um ein klar definiertes Krankheitsbild handelt. Er versucht dies stattdessen, soweit es ihm möglich ist, zu ignorieren. Eines Abends sitzt er mit Freunden und Bekannten zusammen und raucht einen Joint, was sein Leben plötzlich auf den Kopf stellt, er sich seiner Erkrankung bewusst wird, diese aber durch eine falsche Schlussfolgerung einzig und allein auf seinen Cannabis-Konsum reduziert.
Dr. Townsend diagnostiziert eine Depersonalisationsstörung und verschreibt ihm, zusätzlich zu regelmäßigen tiefenpsychologischen Gesprächssitzungen, diverse Medikamente, die jedoch keine sonderlich große Wirkung auf ihn haben. Er misstraut dem Psychiater und wechselt zu einem anderen Fachmann namens Dr. Richmond, der ebenfalls nur eine Medikation als Lösung erachtet.
Eines Tages lernt Hudson die attraktive Sara kennen. Die beiden verlieben sich ineinander und beginnen eine Beziehung. Er möchte alles dafür tun, um mit ihr glücklich zu werden. Dafür ist ihm keine Therapie zu teuer oder zu anstrengend. Per Zufall landet er bei einer Verhaltenstherapeutin namens Dr. Blaine, die sich zu seinem Leidwesen in ihn verliebt.

## Produktion
Der Film wurde hauptsächlich in Vancouver, aber teilweise auch an anderen Drehorten in British Columbia gedreht.

## Kritik
„Unterhaltsame Komödie mit zwei überzeugenden Hauptdarstellern, die ihre Grundkonstellation freilich kaum auslotet.“

## Auszeichnungen
- Harris Goldberg gewann den Gen Art Chicago Audience Award auf dem Gen Art Film Festival
- Ryan Shore wurde für seinen Soundtrack auf dem Park City International Music Festival prämiert.